# Etilfeniléter
El etilfeniléter o fenetol es un compuesto orgánico, concretamente un éter.

Su fórmula molecular o empírica es C8H10O, y su fórmula semidesarrollada es (C6H5) - O - CH2-CH3.

El etilfeniléter comparte con otros éteres propiedades tales como la volatilidad, la emisión de vapores explosivos y la habilidad de formar peróxidos. Su punto de ebullición es de 168 °C, y fue medido experimentalmente por el Instituto Karolinska de Estocolmo en la institución de Bioquímica Médica y Biofísica.